# Teatro Martín
El teatro Martín fue una sala teatral de Madrid, situada en la calle de Santa Brígida, esquina a Santa Águeda, en el castizo barrio de Chueca de la capital de España. Tomó su nombre del propietario del solar sobre el que se construyó, Casimiro Martín. Levantado en 1870 el edificio original, según proyecto del arquitecto Manuel Felipe Quintana, fue inaugurado en 1874. El Martín inició una nueva era después de una profunda reforma en 1919 a cargo del arquitecto Teodoro Anasagasti. A lo largo de su existencia, funcionó como teatro por horas, teatro de variedades, cine y salón de conciertos de música pop.

## El viejo Martín

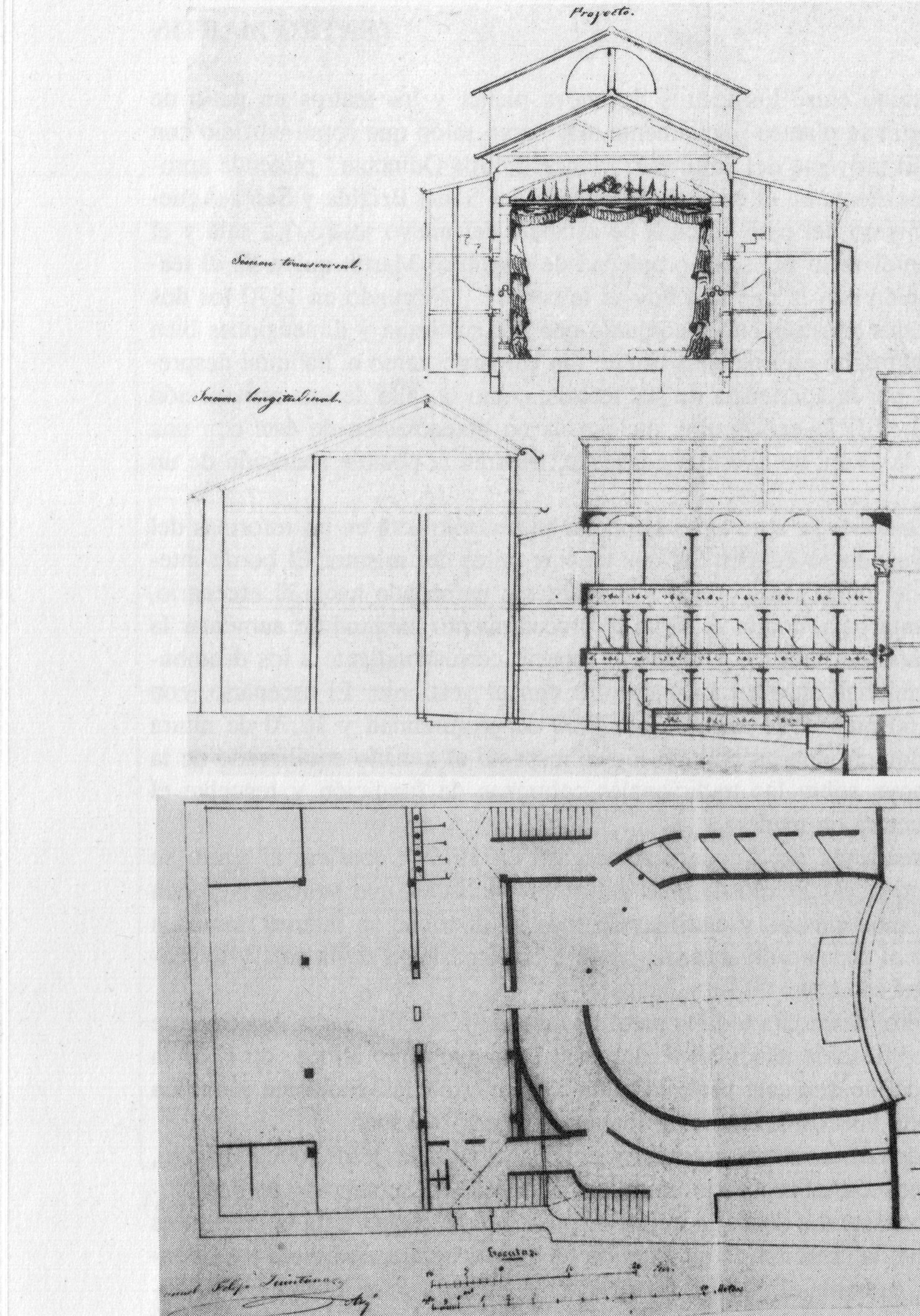
Proyecto de construcción del Teatro Martín, hacia 1870, por Manuel F. Quintana. Museo de Madrid.

Relata el crítico Martínez Olmedilla en su recopilación histórico-anecdótica sobre los teatros de Madrid, que el primer edificio del Martín nació hacia 1870 del capricho del propietario de un patio-cochera en el número 3 de la calle Santa Brígida. El diseño original encargado al arquitecto Manuel Felipe Quintana no llegaría a quedar del todo reflejado en el resultado, por lo que el modesto local, alejado del centro del Madrid de la época, se sostuvo con espectáculos de barrio como las representaciones por Pascua de El nacimiento del Mesías; puestas en escena en las que se fajaban viejos actores sin empleo con jóvenes novatos de la farándula. Un habitual en el papel de Lucifer, era Pascual Alba, padre de las actrices Leocadia Alba e Irene Alba. También hizo sus pinitos como productor Enrique Chicote que imitó la programación del Lara, poniendo a diario cada noche en escena piezas del emergente teatro por horas asociado al género chico y dejando para los domingos por la tarde los dramas en tres actos. En conjunto, el viejo Martín, fue una 'sala de emergencia', sin personalidad propia, con «temporadas barateras con las localidades a ínfimo precio», refugio de dramaturgos seniles o fracasados o de compañías desplazadas por la desgracia, como en el caso de la de Arregui y Aruej, cuando se quedó en la calle con el incendio del Variedades.

## El nuevo Martín

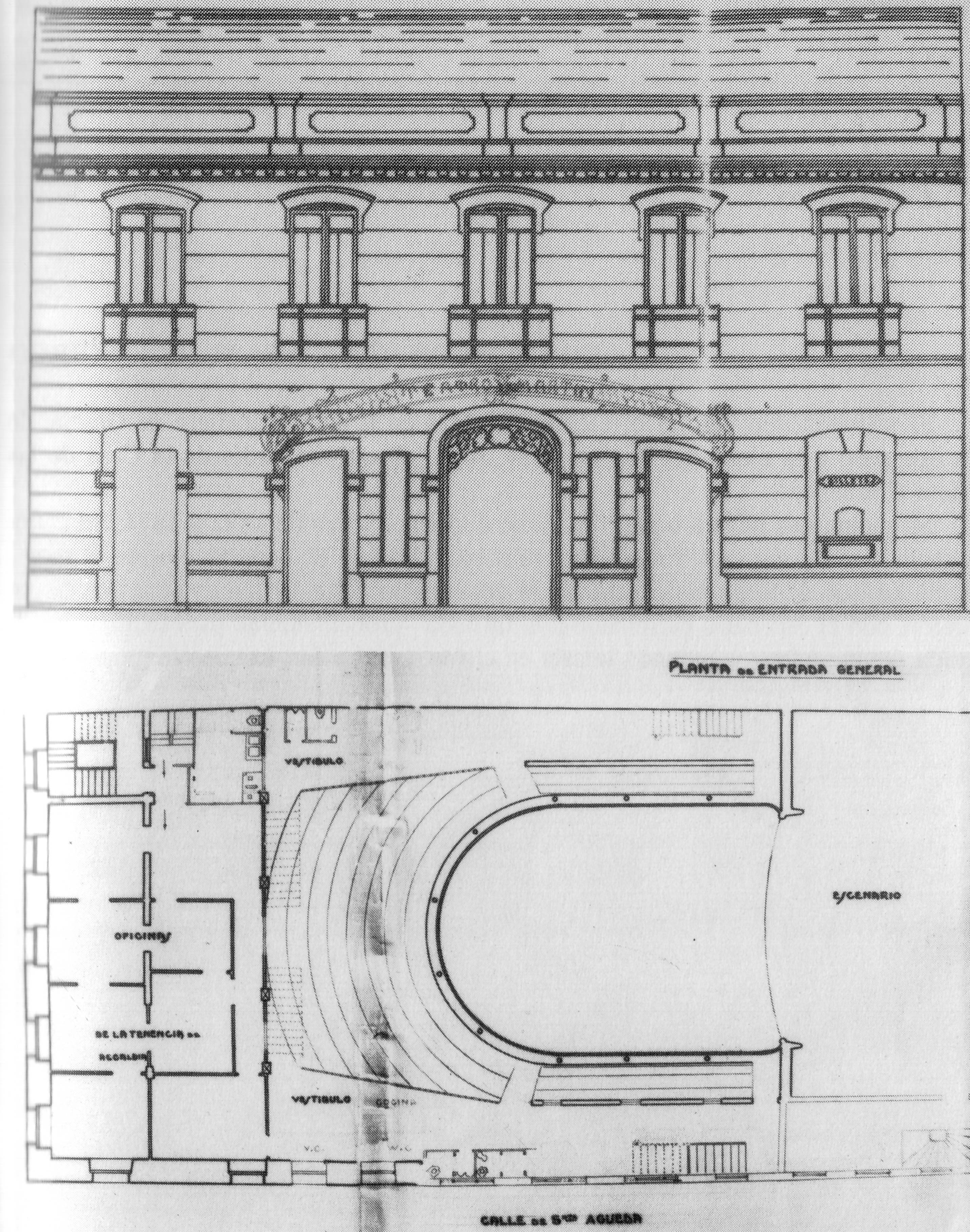
Planta y fachada principal de la reforma de 1919 por Anasagasti. Museo de Madrid.

Hacia 1911 se denunció la existencia de malos olores en el local. Los empresarios encargaron a Teodoro Anasagasti la reforma del conjunto, tarea que el arquitecto concluyó en 1919. El edificio resultante presentaba fachadas nuevas de aire modernista y los nuevos muros alinean una caja regular, permitiendo así que el interior se distribuya en un sistema de espacios propios de la tipología teatral. Técnicamente, Anasagasti dotó la nueva estructura de un amplio acceso por la calle Santa Brígida y creó un bloque de escaleras que articulaba los dos bloques que se sugerían ya en la estructura original del teatro. Liberó la planta baja, aumentó la capacidad del patio de butacas eliminando los palcos de platea, amplió el foso de la orquesta y habilitó un sótano de obra nueva que acogió la total distribución de camerinos y servicio para los actores.
Con la reforma vino la época dorada del ahora «nuevo Martín» que copiando la fórmula iniciada por el Eslava, se convirtió en «templo de la sicalipsis». Ejemplo casi paradigmático fue la humorada Las corsarias estrenada el 31 de octubre de 1919. Superada la moda sicalíptica, el Martín de Anasagasti acogió géneros mixtos, como las «operetas arrevistadas» (con música popular sencilla y chicas guapas), como Cinco minutos nada menos de Jacinto Guerrero, pieza que se mantuvo en cartel con casi dos mil representaciones.
Tras la guerra civil, el Martín acogió temporalmente la vertiente más ligera del franquismo, representada por el Teatro Nacional de la Falange.

## El último Martín
Tras una oscura etapa como cine de barrio durante los años que de la Transición, el envejecido teatro Martín vivió su última juventud a lo largo de la década de 1980. En 1977, con Francisco González Carvajal como nuevo empresario y director artístico, la sala se rehabilita con procedimiento de urgencia el local y se convierte su primera planta en el Café del Martín. El 13 de enero de 1978 se estrena Flowers de Lindsay Kemp, y en mayo de aquel año se estrena Oye patria mi aflicción de Fernando Arrabal. También se reestrena por primera vez desde la conclusión de la guerra civil, Mariana Pineda de Federico García Lorca, y un programa en el que, entre otros muchos, se encuentran dramaturgos y grupos del teatro independiente como Alfonso Sastre, Fermín Cabal, Salvador Távora, Dagoll Dagom, y compañías extranjeras de la talla del Teatro Nacional de Buenos Aires y Teatro Nacional de México. También se abre el local a conciertos, entre los que pueden recordarse los protagonizados por estrellas del flamenco como Manuel Agujetas, grupos residuales como La Romántica Banda Local o Vainica Doble, y bandas emergentes como Paraíso o Radio Futura.
Algunas fuentes, sin embargo, coinciden en señalar que en ese periodo, el viejo teatro Martín sirvió de inapropiado perímetro para las actuaciones de los principales representantes del fenómeno conocido como «movida madrileña» y las expansiones de su público, como pretendía Carvajal,contagiándose de su caos y abandonado a una gestión empresarial entre el estado ruinoso del edificio que amenazaba de su final. Aún sirvió de escenario para el rodaje de la película La corte de Faraón, estrenada en 1985. Finalmente, en 1998, y tras varios intentos de rehabilitación parcial, el edificio fue declarado en ruinas y clausurado. Sobre el solar se construyó un edificio de apartamentos con un espacio destinado a una sala de espectáculos para 300 localidades que nunca llegó a abrirse.